# Johan Fredrik Damm
Johan Fredrik Damm, född 24 april 1820 i Göteborg, död 10 april 1894 i Helsingör, var en svensk konstnär och teckningslärare verksam i Danmark.
Han var son till vinhandlaren Claes Henrik Damm och Johanne Fredrikke Bäck. Efter utbildning till yrkesmålare studerade Damm för Otto Didrik Ottesen vid danska konstakademien i Köpenhamn 1840–1849. Han medverkade i utställningarna på Charlottenborg 1846–1866 och på Konstakademien i Stockholm 1866. Vid sidan av sitt eget skapande var han från 1849 anställd som teckningslärare i Helsingör. Damm är troligen representerad med fyra akvareller med Göteborgsmotiv på Göteborgs konstmuseum och upphovsmannen till de litografiska stadsvyerna Göteborg med dess omgifningar, framstäldt i taflor som utgavs 1859.